# Synanthedon leucogaster
Synanthedon leucogaster là một loài bướm đêm thuộc họ Sesiidae. Nó được tìm thấy ở Gabon.
Synanthedon leucogaster là tên thay thế cho Ichneumenoptera albiventris Le Cerf, 1917, secondary homonym của Sesia albiventris Beutenmüller, 1899.